# Берлінський прайд
Берлінський прайд (також: CSD Berlin, Berlin Christopher Street Day) — щорічний ЛГБТ-парад, що проходить в Берліні за права лесбійок, геїв, бісексуалів, трансгендерів, інтерсексуалів і квір.
CSD Berlin є одним із найбільших вуличних парадів у Берліні та вважається одним із найбільших ЛГБТ-парадів в Європі.
З 2013 року CSD Berlin має фіксований маршрут. Він починається на розі вулиць Курфюрстендамм і Йоахімшталер Штрассе. Звідти маршрут веде через Брайтшайдплац і Віттенбергплац до Ноллендорфплац, де повертає ліворуч у напрямку Лютцовплац. Далі рухається по Klingelhöferstraße та Hofjägerallee, повз колону Перемоги та по вулиці 17 червня до Бранденбурзьких воріт, де відбувається фінальний мітинг. Протяжність маршруту становить приблизно 5,5 км.

## Історія
Перший Берлінський прайд відбувся 30 червня 1979 року в Західному Берліні з девізом «Зробіть свою гомосексуальність публічною!» і «Лесбійки підійміться, і світ відчує вас!». Участь взяли 400 осіб. З цього часу парад проходить щороку. З 1998 по 2016 року на доповнення до цього прайду проходив парад трансгеніальний прайд. Навколо цього заходу під час Pride Week також проходять міський фестиваль лесбійок і геїв і вечір геїв у зоопарку Зоологічного саду.

## Девізи та кількість учасників
У перші роки Berlin CSD був відносно невеликою подією. З 400 учасників у 1979 році число повільно зросло у 1980-х роках до 5000 осіб (1989). Лише в середині 1990-х років щороку давав собі девіз.
Кількість учасників та девізи з 1990 року:
| Рік  | Учасників   | Автомобільні платформи | Девіз                                                              |
| ---- | ----------- | ---------------------- | ------------------------------------------------------------------ |
| 1990 | 15.000      | ?                      |                                                                    |
| 1991 | 10.000      | ?                      |                                                                    |
| 1992 | 25.000      | ?                      |                                                                    |
| 1993 | 30.000      | ?                      | Різноманітність і сестринство, солідарність через кордони          |
| 1994 | 35.000      | ?                      | Ми — сім'я!                                                        |
| 1995 | 40.000      | ?                      |                                                                    |
| 1996 | 50.000      | 60                     |                                                                    |
| 1997 | 120.000     | ?                      | В іншому випадку його потрібно розрахувати                         |
| 1998 | 300.000     | ?                      | За іншу політику — ми вимагаємо рівних прав                        |
| 1999 | 350.000     | 78                     | Тридцять років Stonewall                                           |
| 2000 | 500.000     | 81                     | Наша різноманітність приваблює                                     |
| 2001 | 500.000     | 89                     | Берлін проти правих                                                |
| 2002 | 550.000     | 89                     | Ми робимо Берлін іншим! Космополіт, толерантний квір!              |
| 2003 | 600.000     | 59                     | Прийняття замість толерантності                                    |
| 2004 | 450.000     | 71                     | Гомокультурний — Багатостатевий — Гетерогенний!                    |
| 2005 | 400.000     | 58                     | Ми формуємо нашу Європу!                                           |
| 2006 | 450.000     | 52                     | Різноманітність, справедливість і свобода                          |
| 2007 | 450.000     | 66                     | Різноманітність шукає роботу                                       |
| 2008 | 500.000     | 48                     | Ви не проти?                                                       |
| 2009 | 550.000     | 51                     | По крупицях у веселе щастя — всі права для всіх!                   |
| 2010 | 600.000     | 52                     | Нормальне буває інше!                                              |
| 2011 | 700.000     | 52                     | Чесна гра заради різноманітності!                                  |
| 2012 | 700.000     | 46                     | Знання створює прийняття                                           |
| 2013 | 750.000     | 50                     | Більше ніяких недільних промов! Продемонструйте! Вибирайте! зміна! |
| 2014 | 500.000     | 29                     | Права ЛГБТІ — це права людини                                      |
| 2015 | 750.000     | 55                     | Ми всі різні. Ми всі однакові.                                     |
| 2016 | 500.000     | 51                     | Інший. Життя!                                                      |
| 2017 | 400.000     | 58                     | Більше нас — кожен голос проти правих                              |
| 2018 | сотні тисяч | 59                     | Моє тіло, моя особистість, моє життя!                              |
| 2019 | 1.000.000   | 83                     | Stonewall 50 — Кожен бунт починається з вашого голосу              |
| 2021 | 65.000      | N/A                    | Врятуйте нашу спільноту — врятуйте нашу гордість                   |
| 2022 | сотні тисяч | 96                     | Об'єднані в любові! Проти ненависті, війни та дискримінації        |

## Галерея

Bilder von verschiedenen Veranstaltungen
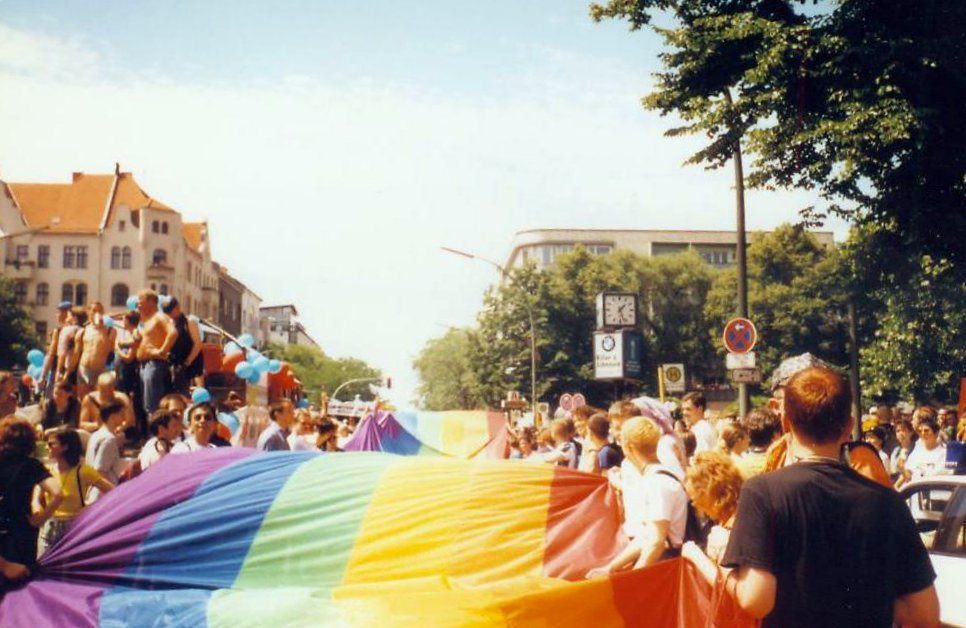
Прайд 1997
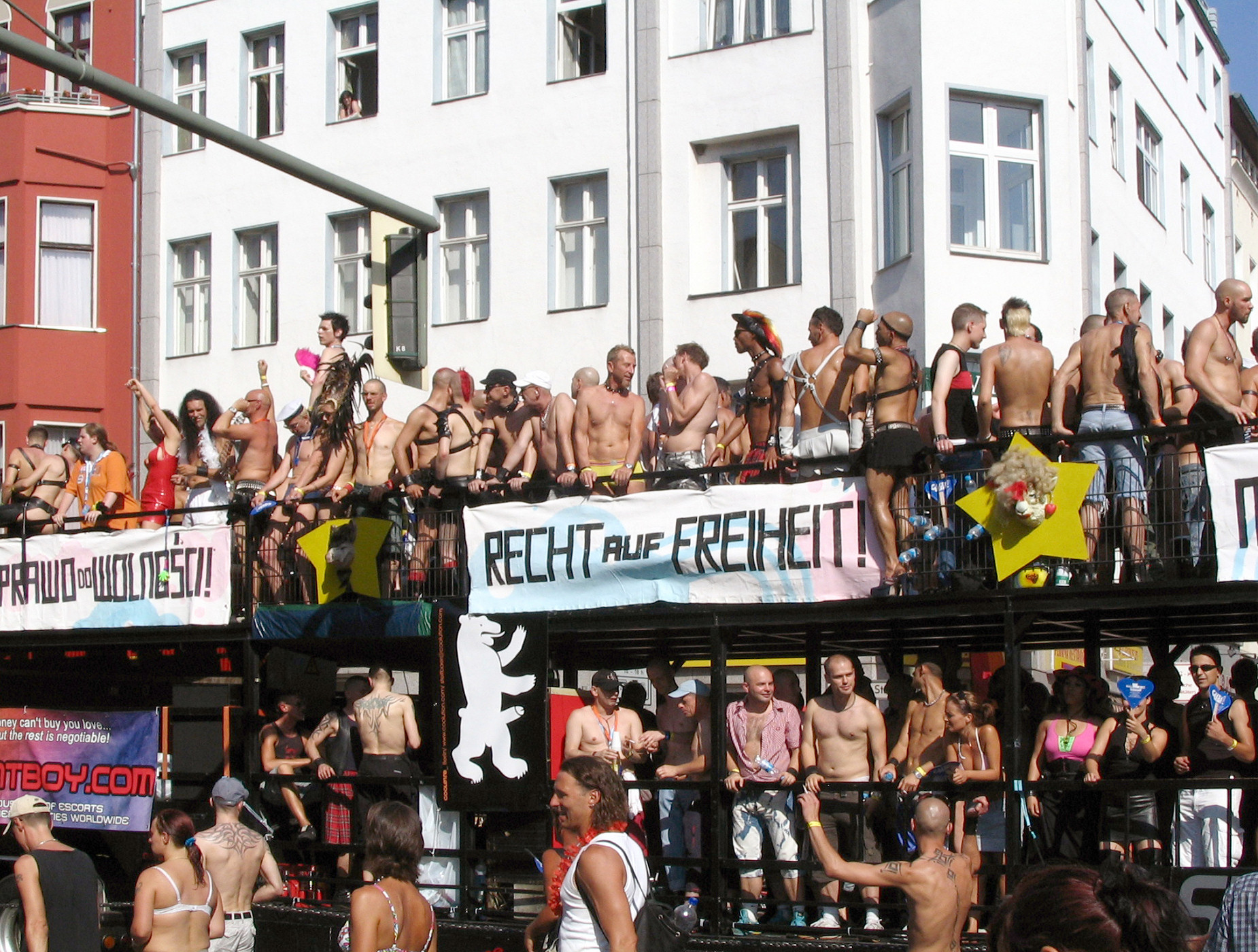
Берлін 2006
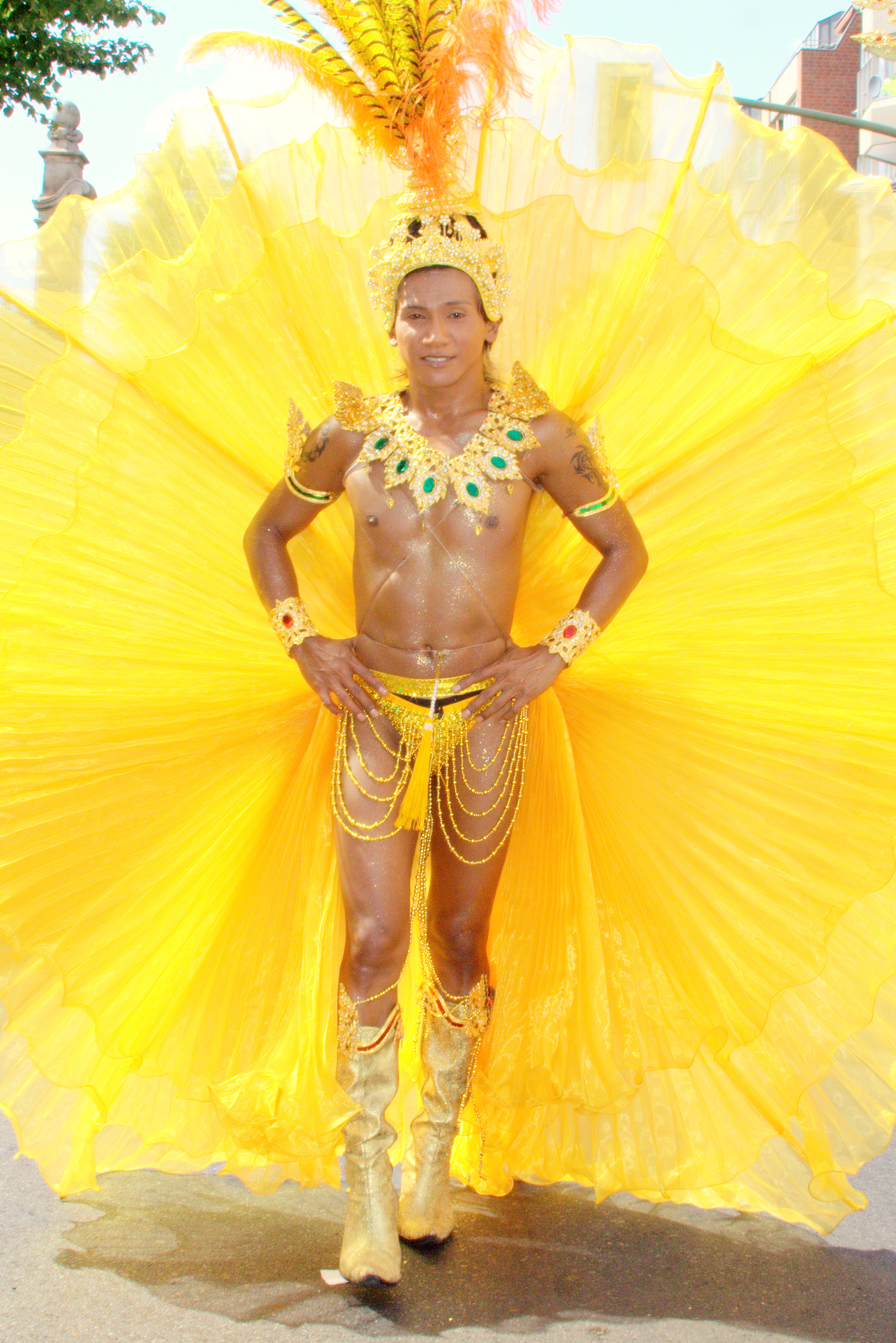
Прайд 2006
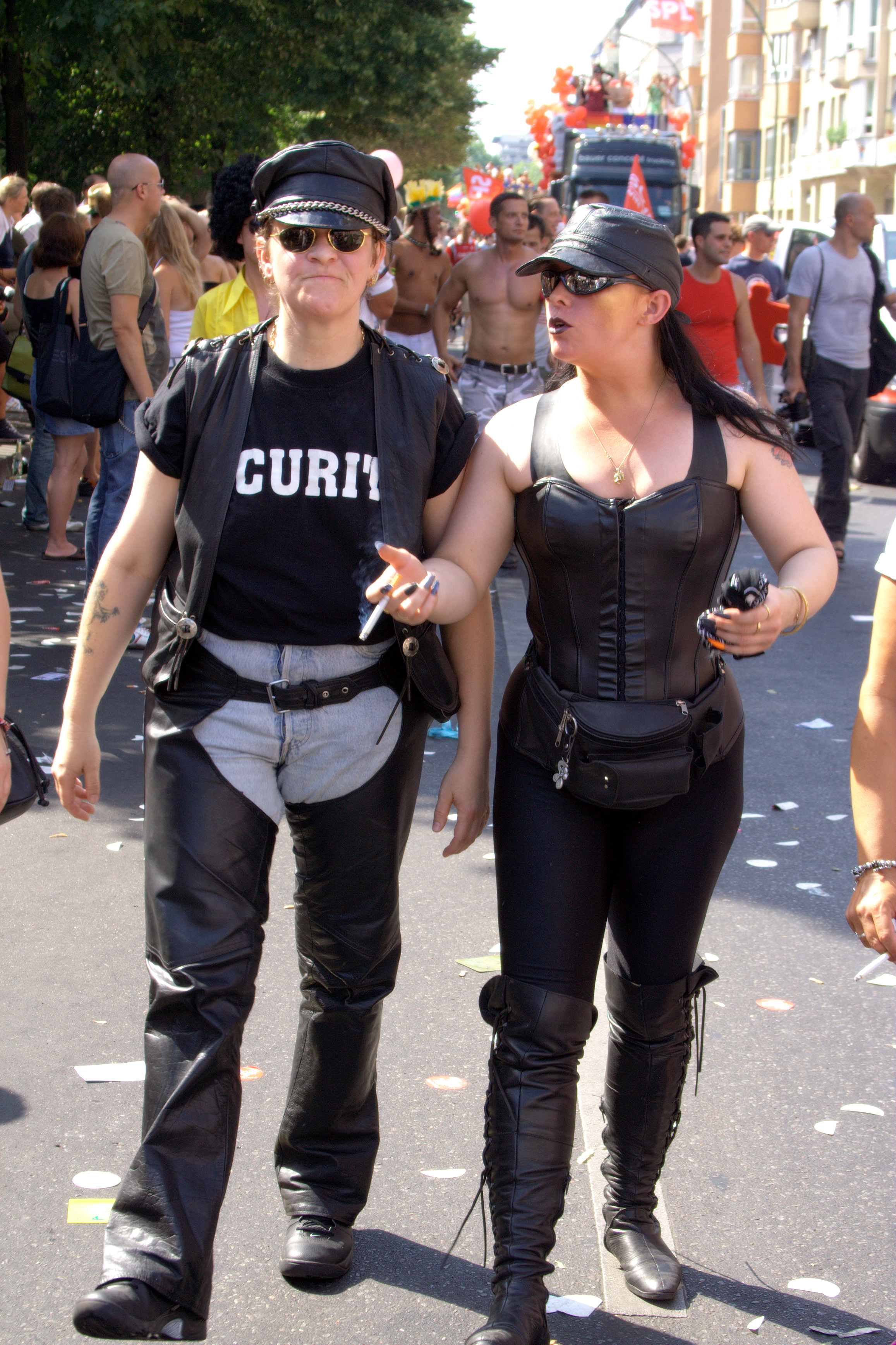
Прайд 2006
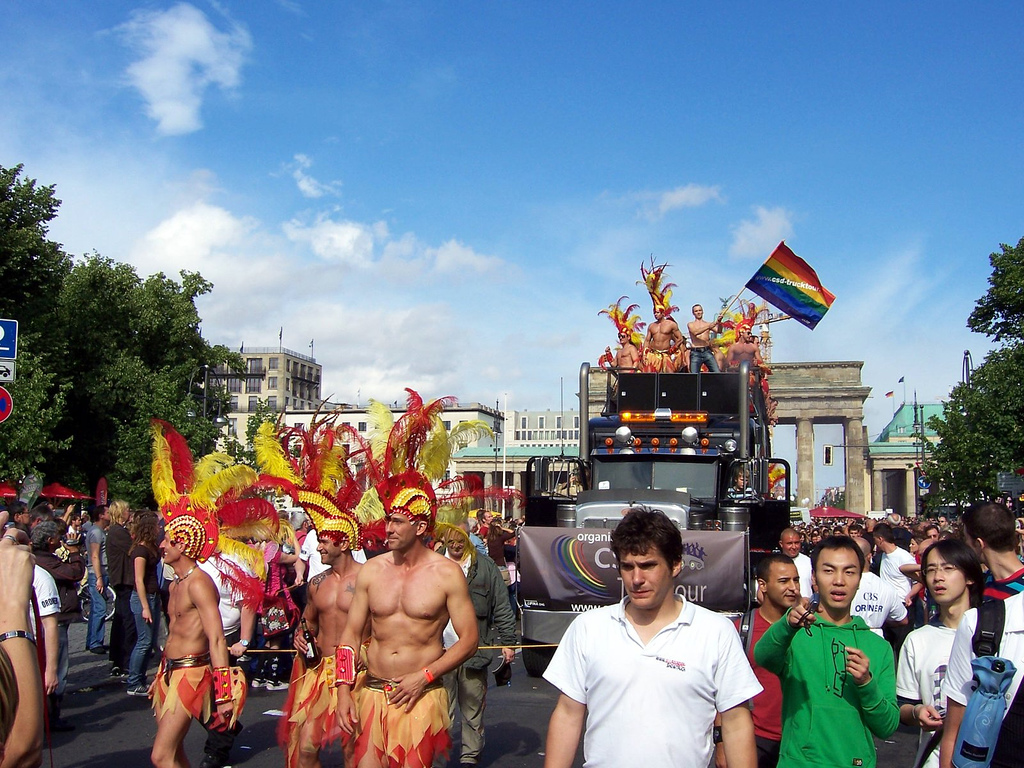
Прайд 2007
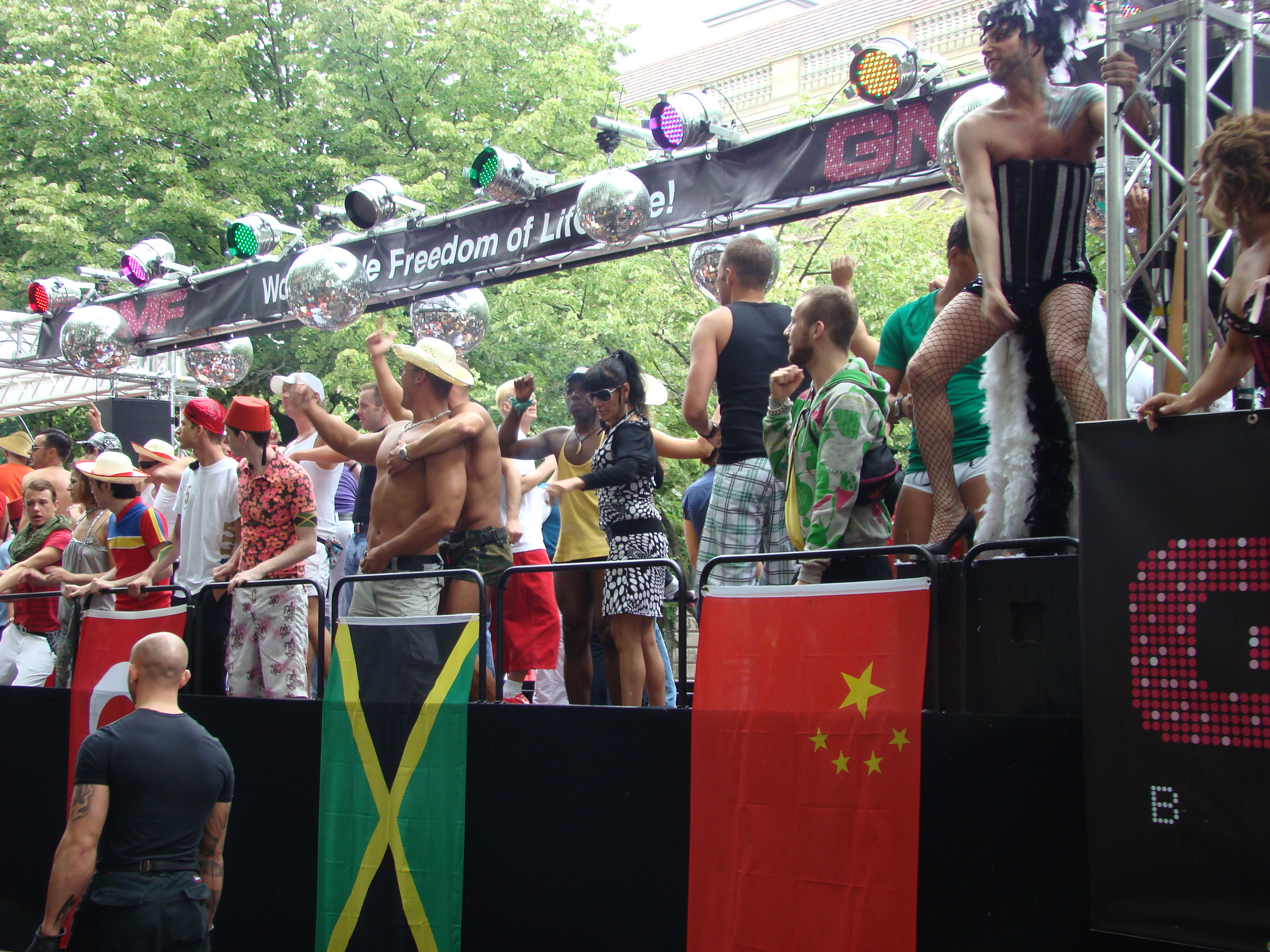
Прайд 2008
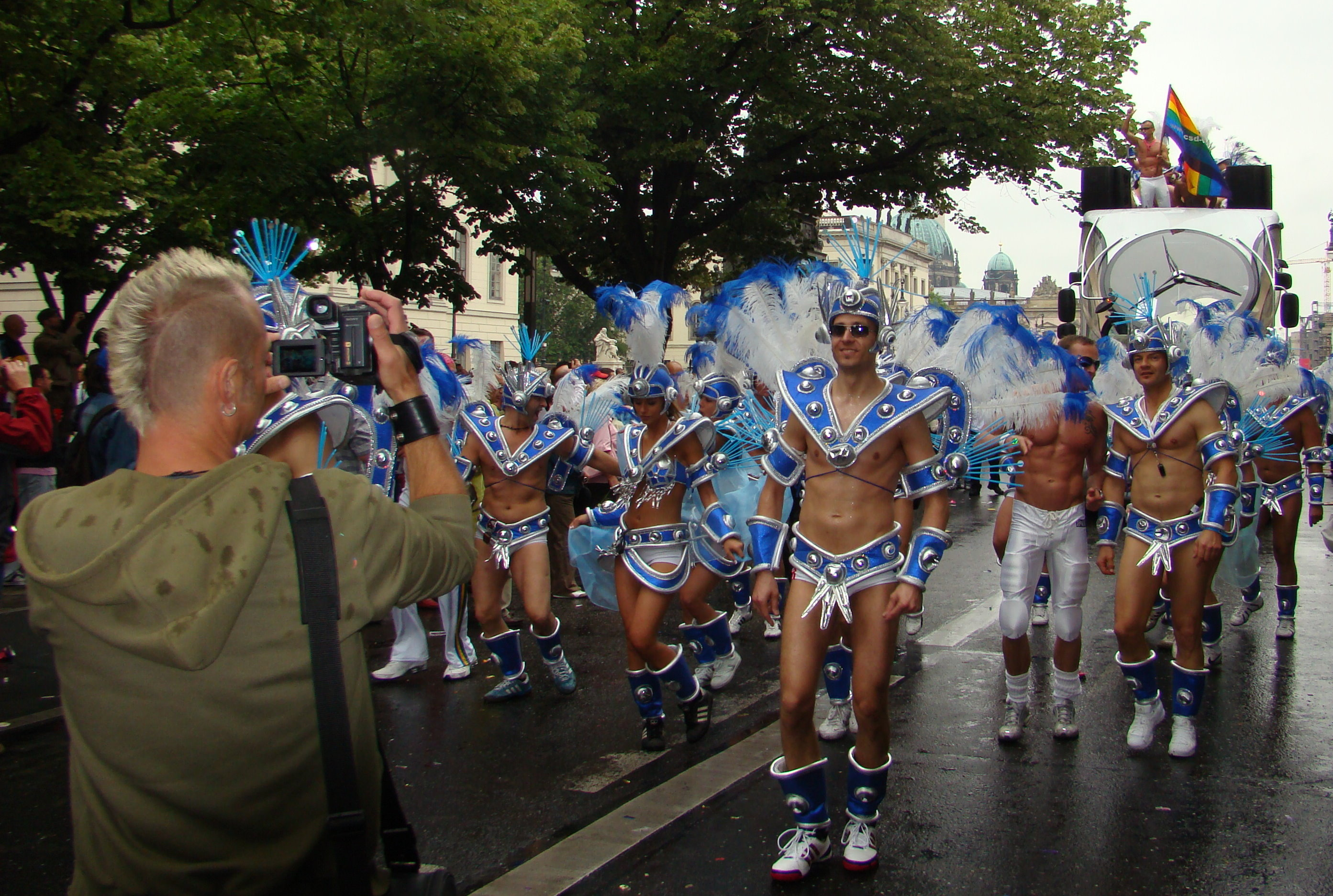
Прайд 2008
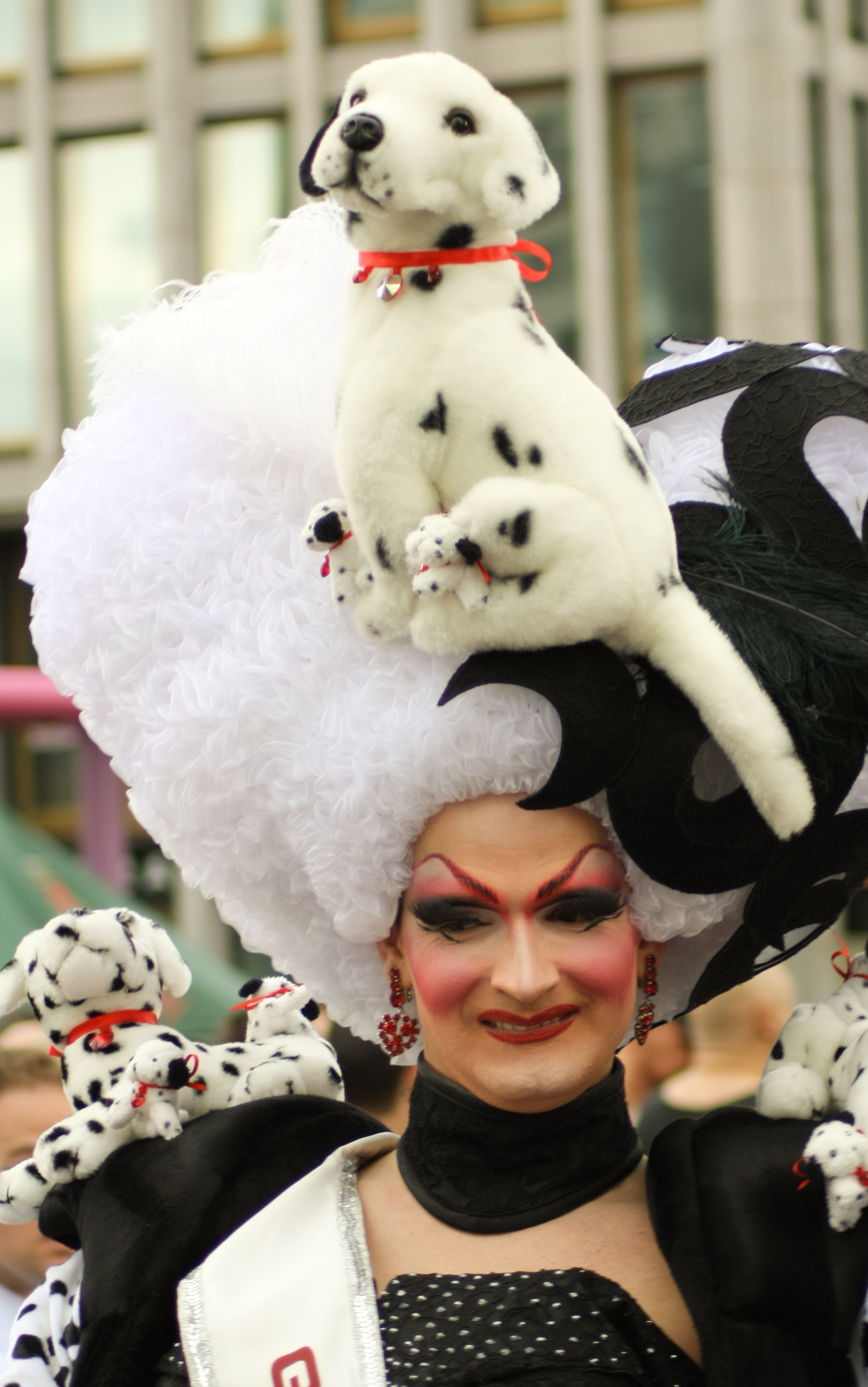
Прайд 2012
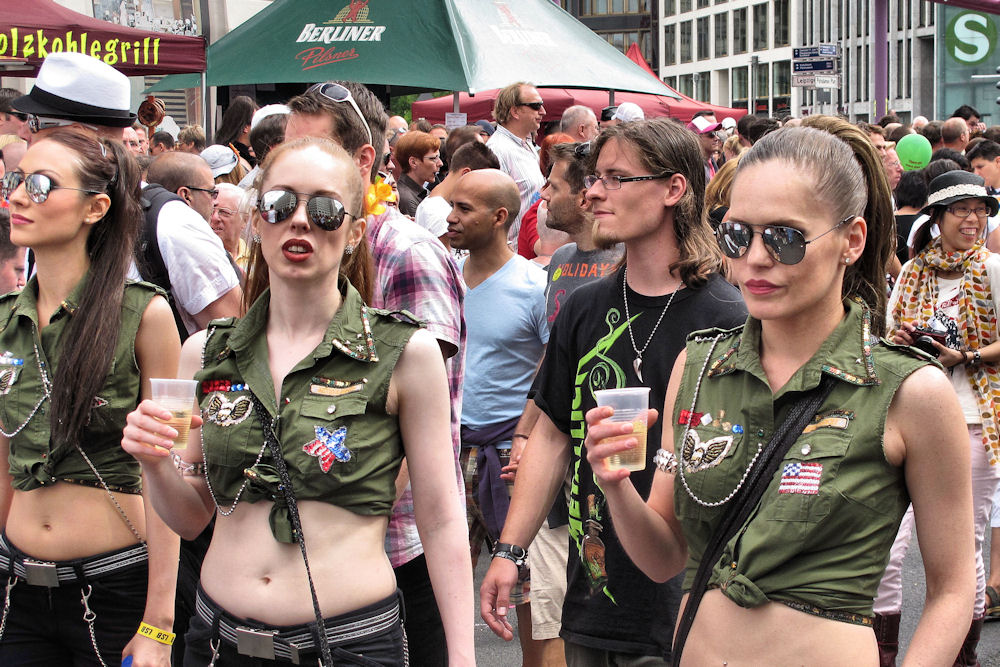
Прайд 2012
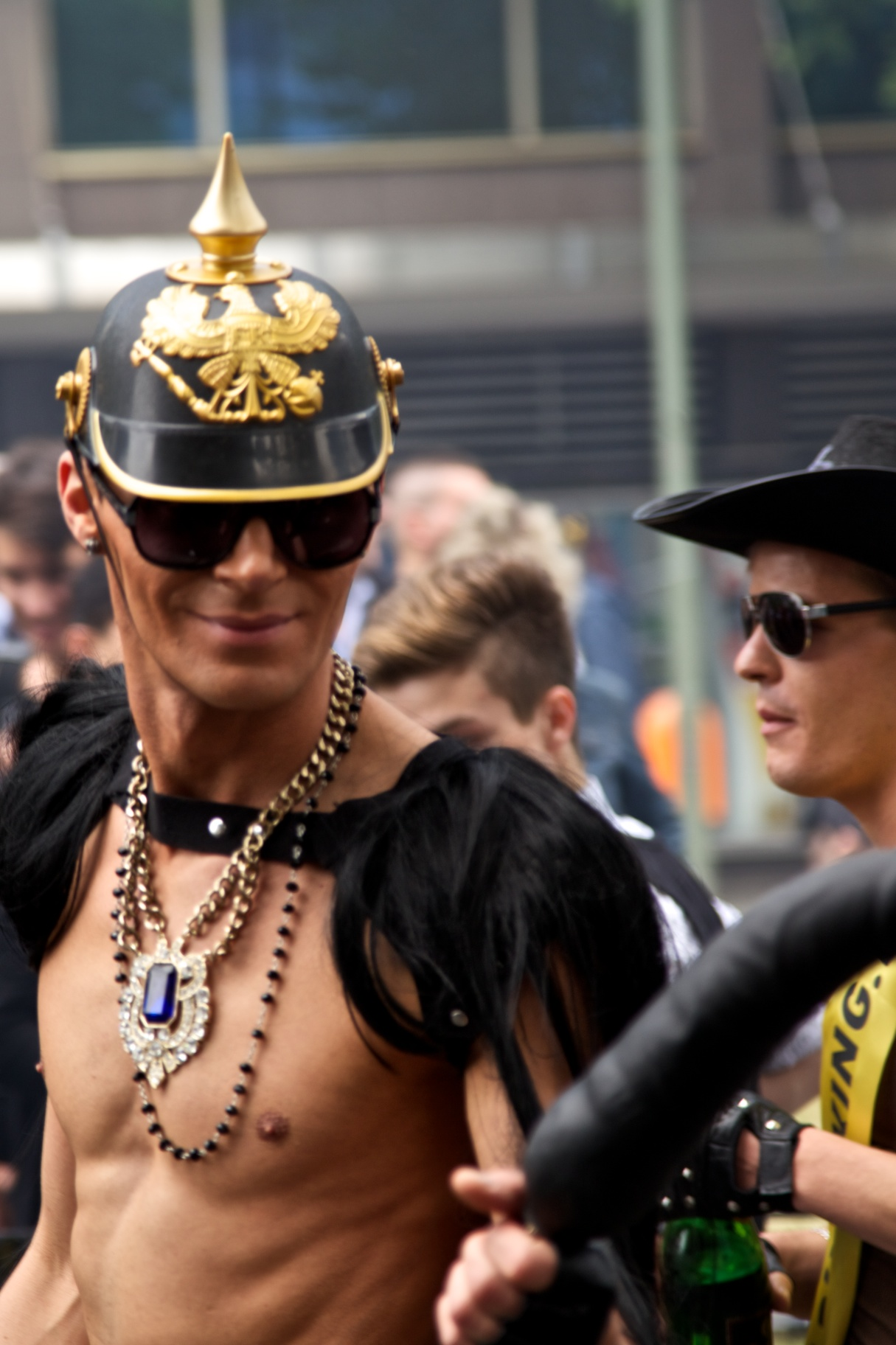
Прайд 2014